# Graeme
Graeme ist ein männlicher Vorname. Der Name ist abgeleitet von einem Familiennamen, der eine Variante von Graham ist.

## Namensträger

### Vorname
- Graeme Allwright (1926–2020), neuseeländisch-französischer Sänger und Autor
- Graeme Bell (1914–2012), australischer Jazzmusiker
- Graeme Brown (* 1979), australischer Radrennfahrer
- Graeme Clifford (* 1942), australischer Filmeditor und Filmregisseur
- Graeme Dott (* 1977), schottischer Snookerspieler
- Graeme Gibson (1934–2019), kanadischer Schriftsteller und Naturschützer
- Graeme Gilmore (* 1945), australischer Radrennfahrer
- Graeme Koehne (* 1956), australischer Komponist klassischer Musik
- Graeme McDowell (* 1979), nordirischer Profigolfer
- Graeme Obree (* 1965), britischer Radrennfahrer
- Graeme Revell (* 1955), neuseeländischer Komponist
- Graeme Segal (* 1941), britischer Mathematiker
- Graeme Sharp (* 1960), schottischer Fußballspieler
- Graeme Simsion (* 1956), australischer Autor
- Graeme Souness (* 1953), schottischer Fußballspieler und -trainer
- Graeme Walton (* 1982), britisch-irischer Eishockeyspieler

### Familienname
- Elizabeth Graeme Fergusson (1737–1801), US-amerikanische Dichterin und Schriftstellerin
- Mary Violet Graeme (1875–1951), englische Badmintonspielerin
- Posie Graeme-Evans (Rosemary Graeme-Evans; * 1952), britische Schriftstellerin, Drehbuchautorin und Produzentin